# On And On Records
On And On Records est un label de musique français et indépendant créé en 2001.

## Résumé
Créé en août 2001, le label produisit la même année le maxi de 20Syl Malade  ainsi que le breakbeat « Flyin' Saucer » de C2C. Le label connaît son premier succès commercial en produisant en 2012 l'album Tetr4 du collectif C2C qui devint disque de platine en 2 mois.

## Les artistes ayant été produits par On And On Records
- 20Syl
- Beat Torrent
- C2C
- Hocus Pocus
- Ledeunff
- Parrad
- Alltta

## Citations
Le label décrit ainsi sa démarche : « Il n'y a dans la démarche du label aucune volonté de coller à l'ère du temps, le but étant aussi de pouvoir réécouter les productions actuelles dans dix ans sans avoir à en rougir. »

## Discographie
| Année | Artiste  | Titre    | Type | Date de sortie   | Catalogue |
| ----- | -------- | -------- | ---- | ---------------- | --------- |
| 2013  | Ledeunff | My Storm | EP   | 18 novembre 2013 |           |
| 2014  | 20SYL    | Motifs   | EP   | 17 juin 2014     |           |

## Projets annexes
En 2015, ils produisent Le U, une rampe de skate musicale. Le projet fait suite à une carte blanche des Pays de la Loire offerte à 20Syl.